# 安東ジャンクション
安東ジャンクション（アンドン ジャンクション、韓国語：안동분기점）は大韓民国慶尚北道安東市にある中央高速道路（55号線）と唐津-盈徳高速道路（30号線）のジャンクションである。 

## 歴史
- 2016年12月23日：供用開始（洛東〜盈徳間開通）を12月26日に延期[1]。
- 2016年12月26日：唐津-盈徳高速道路 洛東〜盈徳間開通とともに供用開始[2]。

## 接続する路線

### 釜山・春川方面
- 中央高速道路（55番）

### 唐津・盈徳方面
- 唐津-盈徳高速道路（30番）

## 隣
中央高速道路
義城IC - 安東JCT - 南安東IC
唐津-盈徳高速道路
西義城IC - 安東JCT - 北義城IC